# 金特·诺伊罗伊特
金特·诺伊罗伊特（德語：Günther Neureuther，1955年8月6日—），德国男子柔道运动员。他曾代表西德参加1976年和1984年夏季奥林匹克运动会柔道比赛，获得一枚银牌和一枚铜牌。